# Dasyatis americana
La pastinaca americana (Dasyatis americana) è un pesce cartilagineo della famiglia Dasyatidae, distribuito nelle acque tropicali e subtropicali dell'oceano Atlantico occidentale, dalle coste del New Jersey al Brasile. Nota anche come trigone meridionale o trigone atlantico, vive in prevalenza in fondali sabbiosi, in lagune e intorno alle distese di alghe non oltre i 25-30 metri di profondità.

## Descrizione

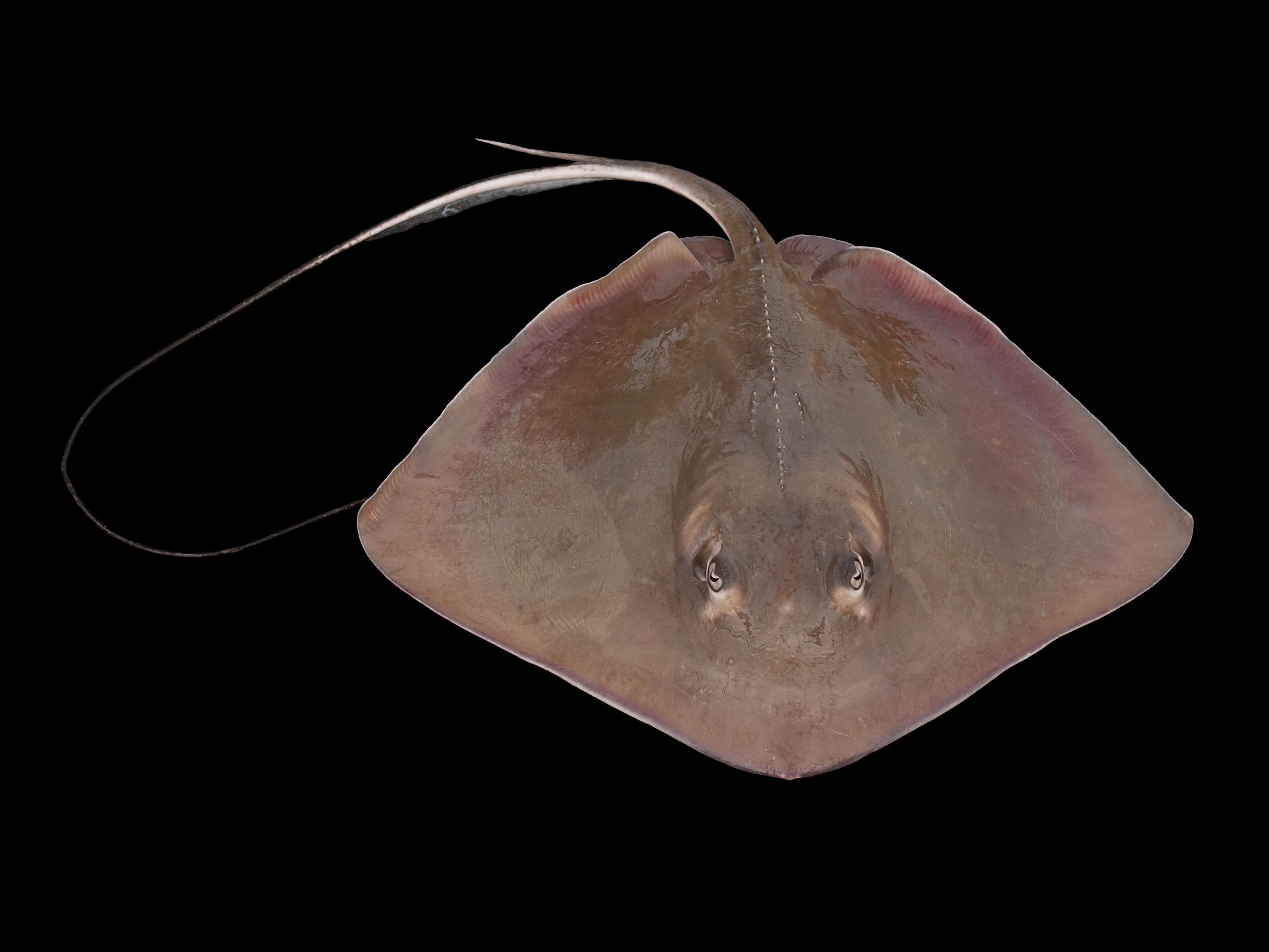

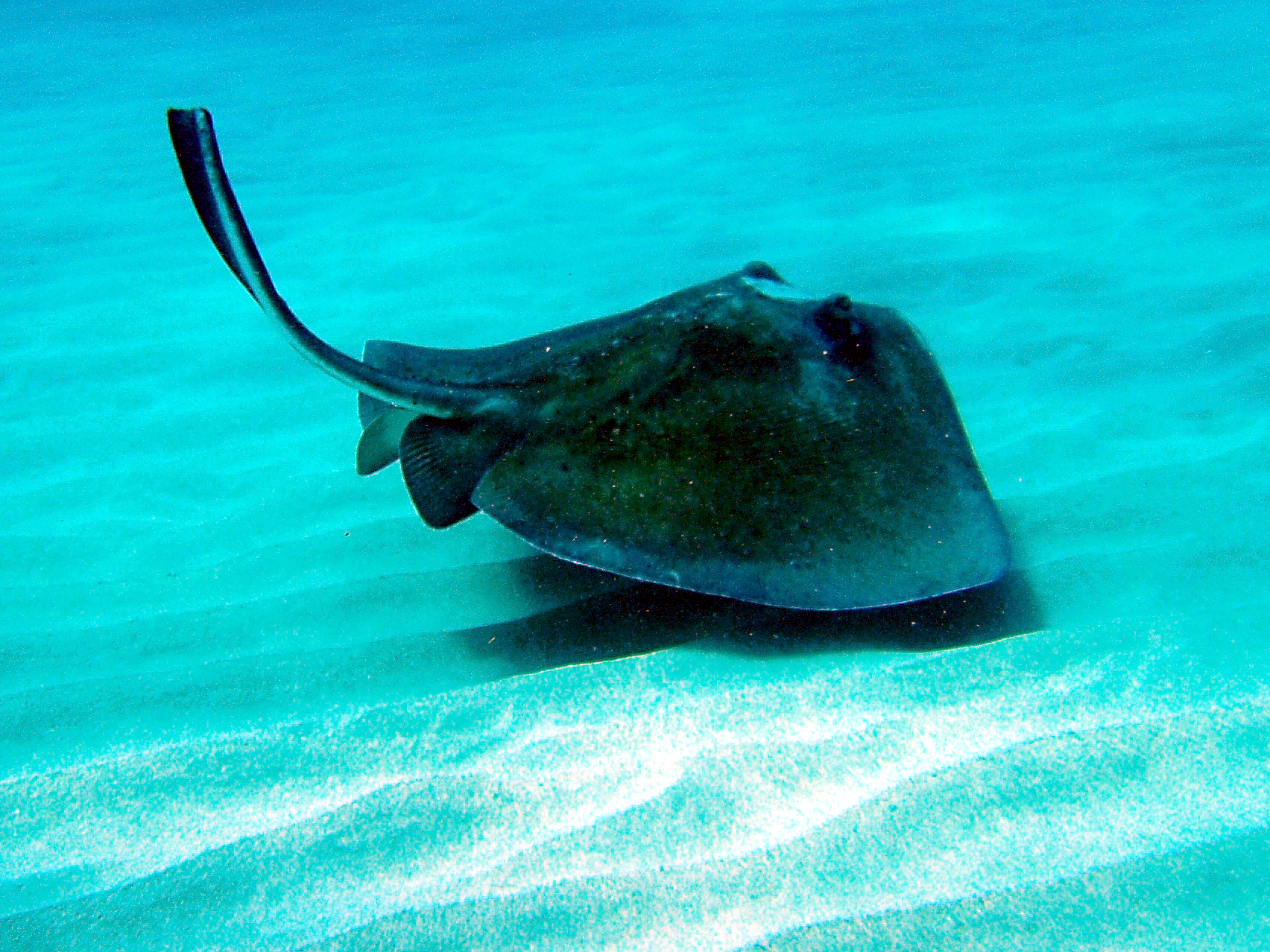
Dasyatis americana

La pastinaca americana è una razza caratterizzata da un corpo grande e robusto: la lunghezza oscilla tra i 150 e i 190 cm . Il dorso è di color grigio-brunastro scuro uniforme, mentre il ventre è bianco. La lunga coda è dotata di un robusto aculeo seghettato in prossimità del corpo. Il dorso è percorso da una fila di tubercoli spinosi. Gli occhi sporgenti sono dotati di una pupilla protetta da un lembo cutaneo utile alla mimetizzazione e alla regolazione della quantità di luce disponibile.
Dietro la cavità orbitale è evidente uno spiracolo, spesso l'unico elemento visibile sporgente dalla sabbia.

## Biologia
È una specie intelligente, dall'indole timida ma curiosa, in grado di infliggere gravi danni con il lungo aculeo caudale se molestata. Sono alcuni i casi mortali attribuiti a questa pastinaca di grosse dimensioni. Animale prevalentemente notturno, trascorre il giorno nascosto sotto la sabbia. Si nutre di invertebrati come granchi, gamberi, vermi e piccoli pesci bentonici. Dà alla luce dai tre ai cinque piccoli, nati per cucciolata solitamente dopo 5 mesi di gravidanza (che in alcuni casi può durare fino a 9 mesi).